# Centre de Sociologie de l'Innovation
El Centre de Sociologie de l'Innovation ("Centro de Sociología de la Innovación"), o CSI, es un centro de investigación ubicado en la École des Mines de Paris (Escuela Nacional Superior de Minas de París), en Francia. El CSI fue creado en 1967. Es un centro reconocido por las contribuciones de sus miembros al campo de los estudios de ciencia, tecnología y sociedad y a la Teoría del Actor-Red. Miembros importantes, actuales y pasados, incluyen autores como Bruno Latour o Michel Callon.